# 生動的烏克蘭
《生動的烏克蘭》（烏克蘭語：Живописна Україна）是烏克蘭藝術家塔拉斯·格里戈里耶维奇·谢甫琴科於1844年出版的蝕刻畫集。1843年春谢甫琴科在離開14年後重返烏克蘭，決定以在烏克蘭的所見所聞為主題作畫，在離烏抵達聖彼得堡後開始創作，他原本計畫每年完成12幅版畫，包括烏克蘭的自然風光、民眾的日常生活以及烏克蘭人的歷史過往等三大主題，但礙於資金限制等因素，最後僅完成了6幅，畫作名稱分別為〈在基輔〉、〈韋多比奇修道院〉、〈船舶協會〉、〈童話〉、〈歲月〉與〈奇吉林的禮物〉。瓦爾瓦·拉雷普尼娜-沃爾孔斯卡婭公主對此系列畫作的創作與販售出力幫助甚多。

## 圖集

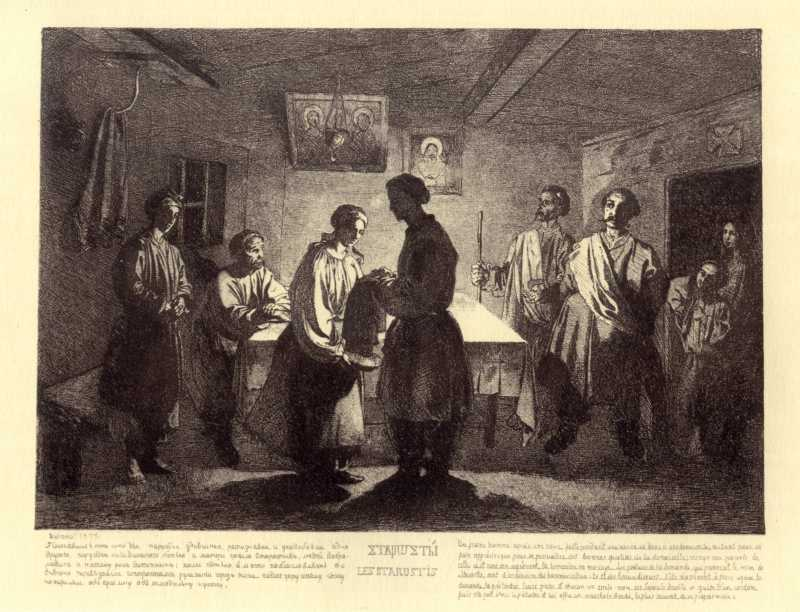
〈歲月〉
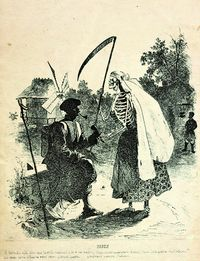
〈童話〉
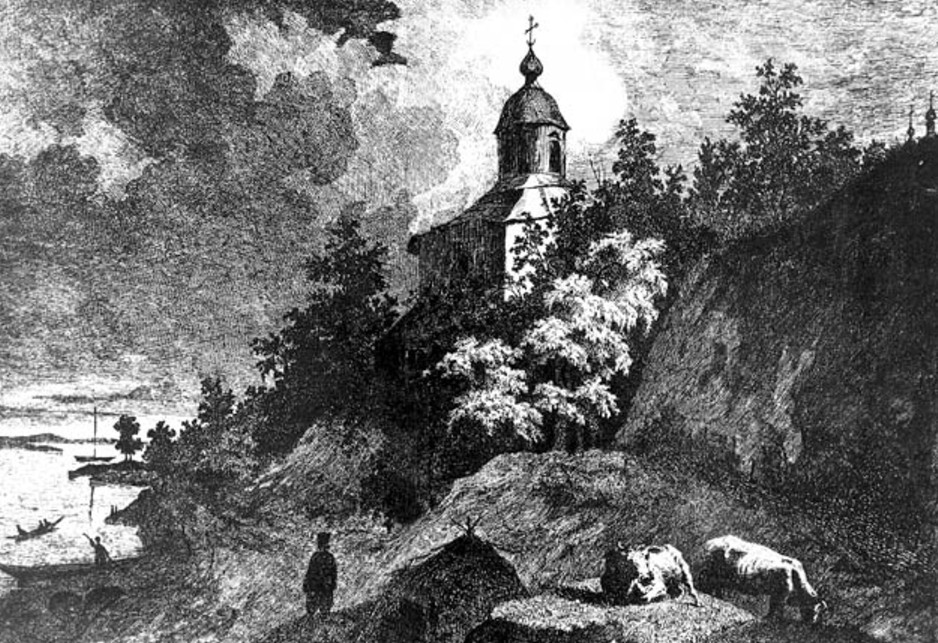
〈韋多比奇修道院〉
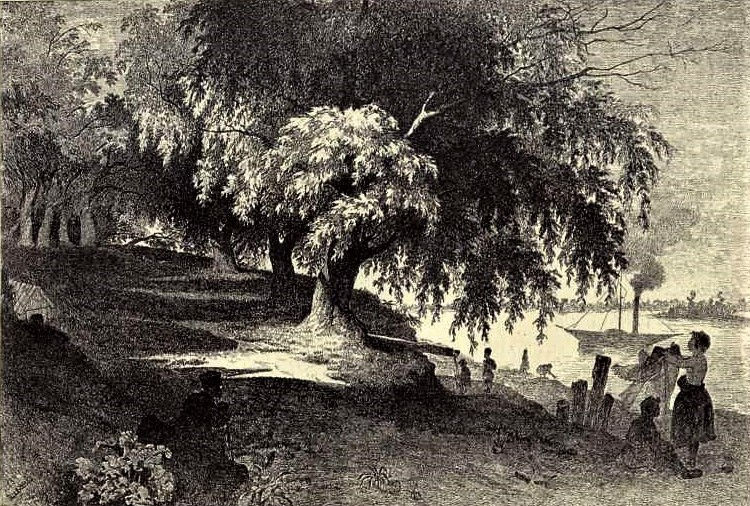
〈在基輔〉
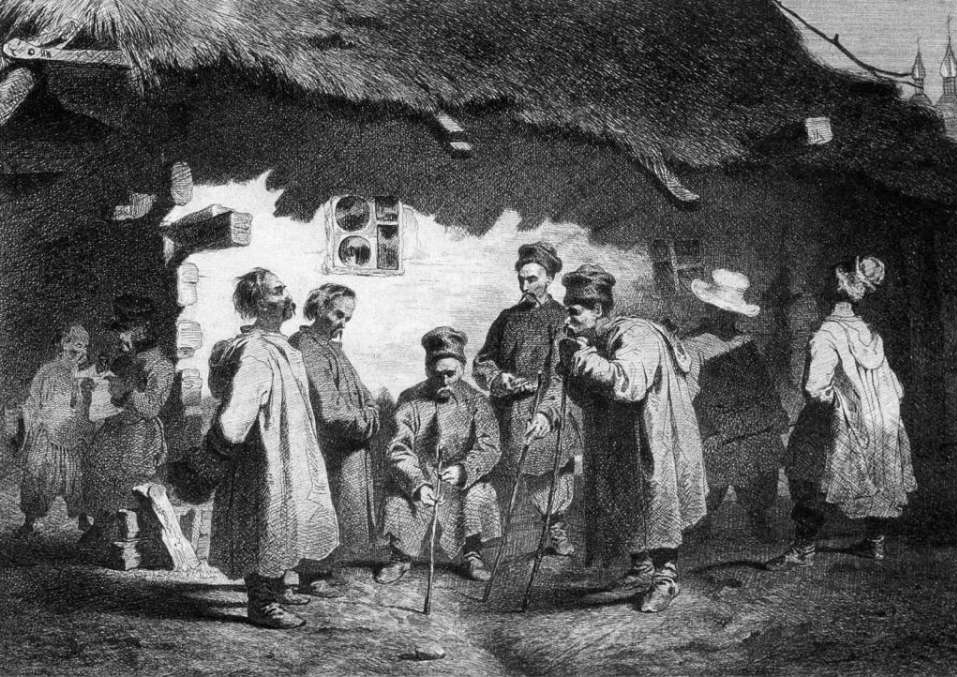
〈船舶協會〉
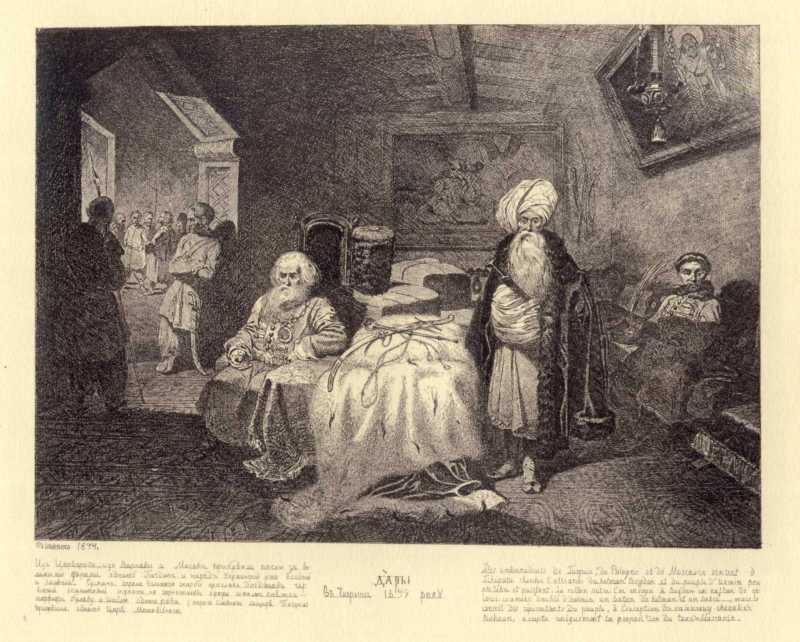
〈奇吉林的禮物〉